# Deutsches Volksliedarchiv

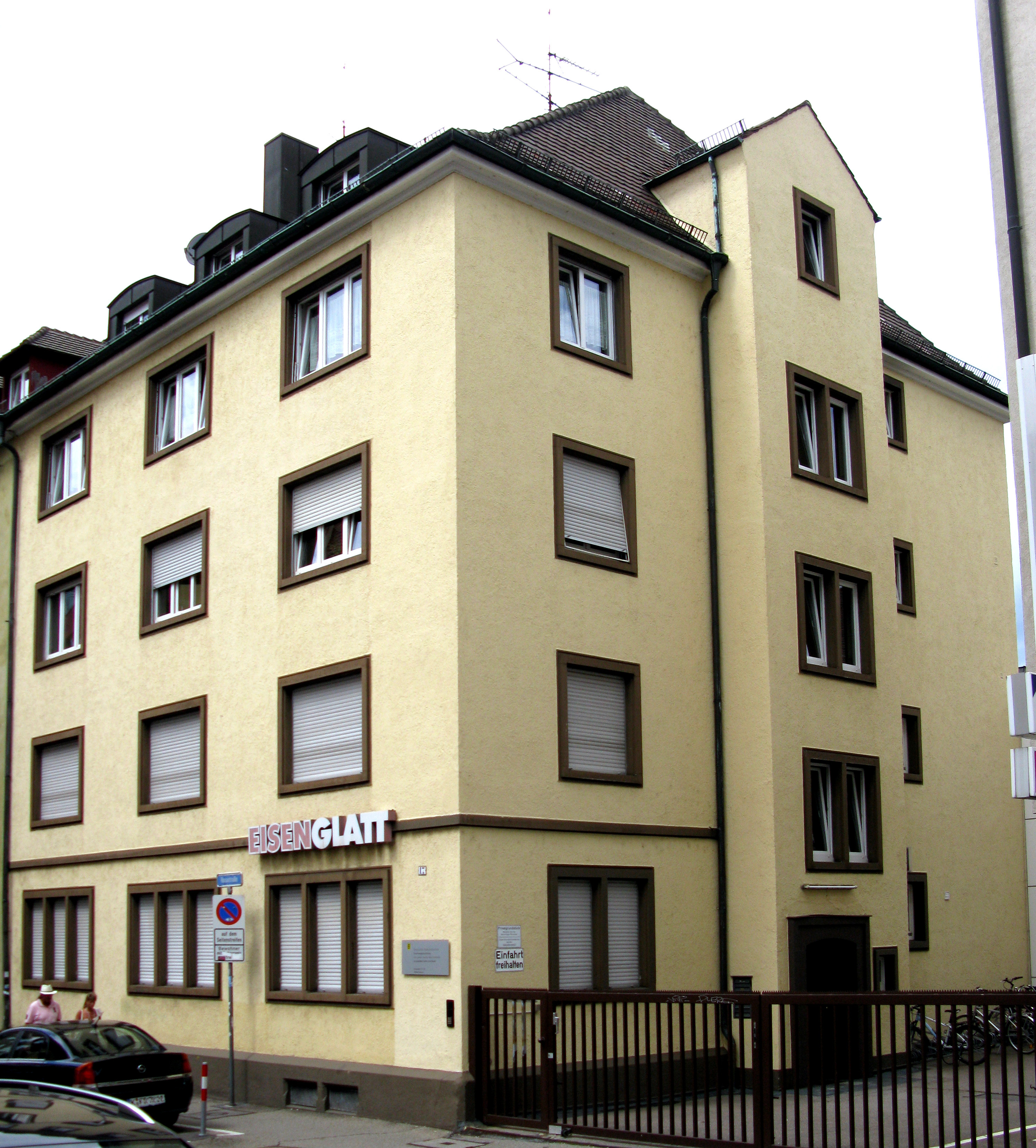
Magazingebäude des Deutschen Volksliedarchivs in der Rosastraße 17 in Freiburg im Breisgau

Das Deutsche Volksliedarchiv wurde 1914 gegründet und ist im Februar 2014 in das Zentrum für Populäre Kultur und Musik integriert worden und damit Teil der Universität Freiburg geworden. Der traditionsreiche Name Deutsches Volksliedarchiv bezeichnet seitdem die umfangreichen Sammlungen zum Volkslied, zum traditionellen und populären Lied, die in dem neugeschaffenen Zentrum weiter gepflegt und ausgebaut werden und uneingeschränkt öffentlich zugänglich sind. Vor 2014 war das Deutsche Volksliedarchiv ein selbständiges wissenschaftliches Forschungsinstitut des Landes Baden-Württemberg in Freiburg im Breisgau.

## Geschichte
Die Einrichtung wurde 1914 von dem Germanisten und Volkskundler John Meier (1864–1953) gegründet.
Historischer Anlass zur Einrichtung dieses Archivs war das Bedürfnis, Volkslieder zu sammeln, zu dokumentieren und in einer wissenschaftlichen Gesamtausgabe herauszugeben (für die Balladen zwischen 1935 und 1996 verwirklicht).
John Meiers volkskundliches und germanistisches Unternehmen war damals wissenschaftlich modern, insbesondere der Rekurs auf damals noch neuartige empirische Methoden (aktive Sammeltätigkeit). Grundiert wurde es allerdings von nationalen und volkspädagogischen Bemühungen, so sollte den durch die Moderne entwurzelten Menschen das Kulturerbe der Vorfahren wiedergegeben werden. Zeitgenössische Unterhaltungsmusik (Operette, Schlager) lehnte Meier ab, wurde aber im Rahmen der Theorie vom „Kunstlied im Volksmund“ dennoch gesammelt. In der Zeit des Nationalsozialismus und des Zweiten Weltkrieges setzte das Deutsche Volksliedarchiv seine Sammel-, Dokumentations- und Editionstätigkeit fort. Ideologisch wurden die bereits 1914 angelegten nationalen und volkspädagogischen Akzente verstärkt, rassistische oder antisemitische Töne wurden jedoch von Meier nicht angeschlagen. Während des Krieges gab es Bemühungen, das Archiv in die Universität Freiburg einzugliedern, allerdings wurde dieser Schritt nicht vollzogen.
Nach dem Tod des Archivgründers wurde das Institut 1953 vom Land Baden-Württemberg als Forschungseinrichtung (mit den Sammlungen und einer Fachbibliothek) übernommen. Rechtsgrundlage war ein Schenkungsvertrag: Meier hatte dem Land seine wissenschaftliche Bibliothek und die Sammlungen überlassen, während das Institutsgebäude – das ehemalige Wohnhaus Meiers – vom Land Baden-Württemberg angekauft und dem Archiv bis zum Jahr 2011 überlassen wurde.
Seit den 1960er Jahren wurde das wissenschaftliche Spektrum erweitert, sowohl in Bezug auf die Materialbasis als auch im Hinblick auf die Forschungsfragen. Insbesondere rückten das politische Lied und die Liedermacher-Szene in den wissenschaftlichen Fokus. Eine neuerliche und umfassende Modernisierung wurde in den 2000er Jahren umgesetzt, vor allem durch Einbeziehung der musikalischen Gegenwartskultur und die Zuwendung zu medialen Fragestellungen. Zeitgleich wurden neue Publikationen herausgebracht: Die beiden online-basierten Lexika Historisch-kritisches Liederlexikon (2005 ff.) sowie das Songlexikon. Encyclopedia of songs (2011 ff.). Neugegründet wurde zugleich die Reihe Populäre Kultur und Musik (hrsg. von Michael Fischer und Nils Grosch), welche die ältere Reihe Volksliedstudien ergänzt und erweitert.
2010 wurde das Deutsche Musicalarchiv (als rechtlich unselbständige Einheit des Deutschen Volksliedarchivs) gegründet, um eine Forschungsgrundlage für das populäre Musiktheater bereitzustellen; seine Arbeit wird durch einen Freundeskreis der Freunde und Förderer unterstützt. Im Aufbau befindet sich ein Internationales Popmusikarchiv. 2011 wurde das Institut durch die Deutsche Forschungsgemeinschaft als „herausragende Forschungsbibliothek“ ausgezeichnet und der Aufbau eines „Popmusikarchivs“ finanziell gefördert.
Zum Jahreswechsel 2011/12 bezog das Forschungsinstitut neue Räume mit einer Fläche von 1.000 Quadratmetern (bisher standen im ehemaligen Wohnhaus Meiers lediglich 400 m² zur Verfügung) und neuer Ausstattung in der Rosastraße in Freiburg. Neuerdings werden diese Räume durch ein separates Außenmagazin ergänzt.
Bis zum Jahr 2014 handelte es sich formal um eine „nachgeordnete Behörde des Landes zum Ministerium für Wissenschaft, Forschung und Kunst“.
Im März 2014 wurde vom Wissenschaftsministerium beschlossen, das Deutsche Volksliedarchiv in die Universität Freiburg zu integrieren. Als Zentrum für Populäre Kultur und Musik setzt es dort seine Arbeit auf dem Gebiet der populären Musik fort.

## Sammlungen, Dokumentation und Bibliothek
Das Archiv verfügt über umfangreiche historische und aktuelle Materialsammlungen zum populären Lied und zur populären Musik, insbesondere ca. 250.000 Liedbelege, deren Kernbestand durch eine in allen deutschsprachigen Landschaften durchgeführte Sammelaktion (1912 bis 1930) zusammengetragen wurde. Allein 3.000 Belege stammen aus dem Ersten Weltkrieg. Das Zentrum beherbergt daneben eine Reihe von Spezialsammlungen, etwa zu Soldatenliedern, zur Arbeitermusikkultur oder zu einzelnen Liedmedien (Liedflugschriften, handschriftliche und gedruckte Liederbücher). Mittlerweile gibt es eine umfangreiche Tonträger-Kollektion, etwa 20.000 Singles mit populärer Musik sowie eine einzigartige Musikalien-Leihbibliothek aus dem 19. Jahrhundert mit etwa 10.000 Einheiten. Die Sammlungen stehen seit 2013 unter Denkmalschutz.
Seit 2021 sind Noten und Liedtexte von fast 200 000 deutschen Volksliedern aus der Zeit von 1914 bis 1959 in digitaler Form kostenfrei von der Webseite (siehe unten) abrufbar.

### Langjährige Bibliotheksmitarbeiterin Barbara Boock
Die Bibliothekarin und Liedforscherin Barbara Boock war von 1972–2013 beim Deutschen Volksliedarchiv beschäftigt. Sie nahm viele Sammlungen und Erwerbungen im Volksliedarchiv auf, prägte es als Ort wissenschaftlicher Begegnung und initiierte und unterstützte viele Forschungsprojekte. Sie war am Aufbau des Historisch-kritischen Liederlexikons beteiligt und von 2001 bis 2012 Vorstandsmitglied der Kommission für Volksdichtung (SIEF). Die Ergebnisse ihrer Recherchen veröffentlichte Boock in drei Büchern und über 20 Aufsätzen, die Bibliographie der deutschsprachigen Kinderliederbücher 1770–2000 gilt als Referenzwerk.